# كونور وليامز
كونور وليامز (7 أغسطس 1973 - ) هو لاعب كريكت هندي.

## وصلات خارجية
- كونور وليامز على موقع إي آس بي آن كريك إنفو (الإنجليزية)